# Prologue du Tour de France 2002
Pour un article plus général, voir Tour de France 2002.
Le Prologue du Tour de France 2002 a eu lieu le 6 juillet 2002 dans la ville de Luxembourg sur une distance de 6,5 km. Elle a été remportée par l'Lance Armstrong (U.S. Postal) devant le Français Laurent Jalabert (CSC-Tiscali) et le Lituanien Raimondas Rumšas (Lampre-Daikin). Armstrong porte le premier maillot du Tour de France à l'issue de l'étape.

## Classement de l'étape
| \| Classement de l'étape \| Classement de l'étape \| Classement de l'étape \| Classement de l'étape \| Classement de l'étape \| \| Coureur \| Coureur \| Pays \| Équipe \| Temps \| \| --------------------- \| ------------------------- \| --------------------- \| ------------------------------- \| --------------------- \| \| 1er \| Lance Armstrong \| États-Unis \| US Postal Service \| DQ \| \| 2e \| Laurent Jalabert \| France \| CSC-Tiscali \| + 2 s \| \| 3e \| Raimondas Rumšas \| Lituanie \| Lampre-Daikin \| + 3 s \| \| 4e \| Santiago Botero \| Colombie \| Kelme-Costa Blanca \| + 4 s \| \| 5e \| David Millar \| Royaume-Uni \| Cofidis-Le Crédit par Téléphone \| + 5 s \| \| 6e \| Laurent Brochard \| France \| Jean Delatour \| + 6 s \| \| 7e \| Dario Frigo \| Italie \| Tacconi Sport \| + 8 s \| \| 8e \| Igor González de Galdeano \| Espagne \| ONCE-Eroski \| + 9 s \| \| 9e \| Joseba Beloki \| Espagne \| ONCE-Eroski \| + 13 s \| \| 10e \| László Bodrogi \| Hongrie \| Mapei-Quick Step \| + 13 s \| |                           |             |                                 |        |
| |                           |             |                                 |        |
| |                           |             |                                 |        |
| Classement de l'étape |                           |             |                                 |        |
| Coureur | Coureur                   | Pays        | Équipe                          | Temps  |
| 1er | Lance Armstrong           | États-Unis  | US Postal Service               | DQ     |
| 2e | Laurent Jalabert          | France      | CSC-Tiscali                     | + 2 s  |
| 3e | Raimondas Rumšas          | Lituanie    | Lampre-Daikin                   | + 3 s  |
| 4e | Santiago Botero           | Colombie    | Kelme-Costa Blanca              | + 4 s  |
| 5e | David Millar              | Royaume-Uni | Cofidis-Le Crédit par Téléphone | + 5 s  |
| 6e | Laurent Brochard          | France      | Jean Delatour                   | + 6 s  |
| 7e | Dario Frigo               | Italie      | Tacconi Sport                   | + 8 s  |
| 8e | Igor González de Galdeano | Espagne     | ONCE-Eroski                     | + 9 s  |
| 9e | Joseba Beloki             | Espagne     | ONCE-Eroski                     | + 13 s |
| 10e | László Bodrogi            | Hongrie     | Mapei-Quick Step                | + 13 s |

## Classement général
Le classement général de l'épreuve repernd donc le classement de l'étape du jour, Lance Armstrong (U.S. Postal Service) devancant Laurent Jalabert (CSC-Tiscali) et Raimondas Rumšas (Lampre-Daikin).
| \| Classement général \| Classement général \| Classement général \| Classement général \| Classement général \| \| Coureur \| Coureur \| Pays \| Équipe \| Temps \| \| ------------------ \| ------------------------- \| ------------------ \| ------------------------------- \| ------------------ \| \| 1er \| Lance Armstrong \| États-Unis \| US Postal Service \| DQ \| \| 2e \| Laurent Jalabert \| France \| CSC-Tiscali \| + 2 s \| \| 3e \| Raimondas Rumšas \| Lituanie \| Lampre-Daikin \| + 3 s \| \| 4e \| Santiago Botero \| Colombie \| Kelme-Costa Blanca \| + 4 s \| \| 5e \| David Millar \| Royaume-Uni \| Cofidis-Le Crédit par Téléphone \| + 5 s \| \| 6e \| Laurent Brochard \| France \| Jean Delatour \| + 6 s \| \| 7e \| Dario Frigo \| Italie \| Tacconi Sport \| + 8 s \| \| 8e \| Igor González de Galdeano \| Espagne \| ONCE-Eroski \| + 9 s \| \| 9e \| Joseba Beloki \| Espagne \| ONCE-Eroski \| + 13 s \| \| 10e \| László Bodrogi \| Hongrie \| Mapei-Quick Step \| + 13 s \| |                           |             |                                 |        |
| |                           |             |                                 |        |
| |                           |             |                                 |        |
| Classement général |                           |             |                                 |        |
| Coureur | Coureur                   | Pays        | Équipe                          | Temps  |
| 1er | Lance Armstrong           | États-Unis  | US Postal Service               | DQ     |
| 2e | Laurent Jalabert          | France      | CSC-Tiscali                     | + 2 s  |
| 3e | Raimondas Rumšas          | Lituanie    | Lampre-Daikin                   | + 3 s  |
| 4e | Santiago Botero           | Colombie    | Kelme-Costa Blanca              | + 4 s  |
| 5e | David Millar              | Royaume-Uni | Cofidis-Le Crédit par Téléphone | + 5 s  |
| 6e | Laurent Brochard          | France      | Jean Delatour                   | + 6 s  |
| 7e | Dario Frigo               | Italie      | Tacconi Sport                   | + 8 s  |
| 8e | Igor González de Galdeano | Espagne     | ONCE-Eroski                     | + 9 s  |
| 9e | Joseba Beloki             | Espagne     | ONCE-Eroski                     | + 13 s |
| 10e | László Bodrogi            | Hongrie     | Mapei-Quick Step                | + 13 s |

## Classements annexes
| Classement par points | Classement par points | Classement par points | Classement par points           | Classement par points |
| Coureur               | Coureur               | Pays                  | Équipe                          | Points                |
| --------------------- | --------------------- | --------------------- | ------------------------------- | --------------------- |
| 1er                   | Lance Armstrong       | États-Unis            | US Postal Service               | DQ                    |
| 2e                    | Laurent Jalabert      | France                | CSC-Tiscali                     | 12 pts                |
| 3e                    | Raimondas Rumšas      | Lituanie              | Lampre-Daikin                   | 10 pts                |
| 4e                    | Santiago Botero       | Colombie              | Kelme-Costa Blanca              | 8 pts                 |
| 5e                    | David Millar          | Royaume-Uni           | Cofidis-Le Crédit par Téléphone | 6 pts                 |

| Classement par points | Classement par points | Classement par points | Classement par points           | Classement par points |
| Coureur               | Coureur               | Pays                  | Équipe                          | Points                |
| --------------------- | --------------------- | --------------------- | ------------------------------- | --------------------- |
| 1er                   | Lance Armstrong       | États-Unis            | US Postal Service               | DQ                    |
| 2e                    | Laurent Jalabert      | France                | CSC-Tiscali                     | 12 pts                |
| 3e                    | Raimondas Rumšas      | Lituanie              | Lampre-Daikin                   | 10 pts                |
| 4e                    | Santiago Botero       | Colombie              | Kelme-Costa Blanca              | 8 pts                 |
| 5e                    | David Millar          | Royaume-Uni           | Cofidis-Le Crédit par Téléphone | 6 pts                 |

| Classement du meilleur jeune | Classement du meilleur jeune | Classement du meilleur jeune | Classement du meilleur jeune    | Classement du meilleur jeune |
| Coureur                      | Coureur                      | Pays                         | Équipe                          | Temps                        |
| ---------------------------- | ---------------------------- | ---------------------------- | ------------------------------- | ---------------------------- |
| 1er                          | David Millar                 | Royaume-Uni                  | Cofidis-Le Crédit par Téléphone | 9 min 13 s                   |
| 2e                           | Rubens Bertogliati           | Suisse                       | Lampre-Daikin                   | + 12 s                       |
| 3e                           | Ivan Basso                   | Italie                       | Fassa Bortolo                   | + 15 s                       |
| 4e                           | Baden Cooke                  | Australie                    | Fdjeux.com                      | + 15 s                       |
| 5e                           | Sandy Casar                  | France                       | Fdjeux.com                      | + 16 s                       |

| Classement du meilleur jeune | Classement du meilleur jeune | Classement du meilleur jeune | Classement du meilleur jeune    | Classement du meilleur jeune |
| Coureur                      | Coureur                      | Pays                         | Équipe                          | Temps                        |
| ---------------------------- | ---------------------------- | ---------------------------- | ------------------------------- | ---------------------------- |
| 1er                          | David Millar                 | Royaume-Uni                  | Cofidis-Le Crédit par Téléphone | 9 min 13 s                   |
| 2e                           | Rubens Bertogliati           | Suisse                       | Lampre-Daikin                   | + 12 s                       |
| 3e                           | Ivan Basso                   | Italie                       | Fassa Bortolo                   | + 15 s                       |
| 4e                           | Baden Cooke                  | Australie                    | Fdjeux.com                      | + 15 s                       |
| 5e                           | Sandy Casar                  | France                       | Fdjeux.com                      | + 16 s                       |

| Classement par équipes | Classement par équipes          | Classement par équipes | Classement par équipes |
| Équipe                 | Équipe                          | Pays                   | Temps                  |
| ---------------------- | ------------------------------- | ---------------------- | ---------------------- |
| 1re                    | CSC-Tiscali                     | Danemark               | 27 min 58 s            |
| 2e                     | Cofidis-Le Crédit par Téléphone | France                 | + 3 s                  |
| 3e                     | US Postal Service               | États-Unis             | + 3 s                  |
| 4e                     | Kelme-Costa Blanca              | Espagne                | + 5 s                  |
| 5e                     | ONCE-Eroski                     | Espagne                | + 9 s                  |

| Classement par équipes | Classement par équipes          | Classement par équipes | Classement par équipes |
| Équipe                 | Équipe                          | Pays                   | Temps                  |
| ---------------------- | ------------------------------- | ---------------------- | ---------------------- |
| 1re                    | CSC-Tiscali                     | Danemark               | 27 min 58 s            |
| 2e                     | Cofidis-Le Crédit par Téléphone | France                 | + 3 s                  |
| 3e                     | US Postal Service               | États-Unis             | + 3 s                  |
| 4e                     | Kelme-Costa Blanca              | Espagne                | + 5 s                  |
| 5e                     | ONCE-Eroski                     | Espagne                | + 9 s                  |